# Brunsfelsia americana
Brunsfelsia americana är en potatisväxtart som beskrevs av Carl von Linné. Brunsfelsia americana ingår i släktet Brunsfelsia och familjen potatisväxter. Inga underarter finns listade i Catalogue of Life.